# Mosquée Mariam
La mosquée Mariam est une mosquée située à Copenhague. Elle s'adresse principalement aux femmes musulmanes. Elle a été créée par Sherin Khankan et Saliha Marie Fetteh en 2016. Il s’agit de la première mosquée de Scandinavie animée par des femmes, exerçant la fonction d’imam. Celles-ci dirigent les prières du vendredi, notamment. Cette création est le résultat du travail militant de Sherin Khankan visant à ouvrir la fonction d’imam aux femmes musulmanes.
La mosquée a fait l’objet d’une couverture médiatiques au Danemark et à l'étranger, mais a été largement ignorée par la communauté musulmane danoise.

## Historique
Le projet de la mosquée Mariam a débuté en 2015 avec la création de l'association FEMIMAM (da) Son objectif est de promouvoir un leadership féminin au sein des institutions religieuses.
À l’ouverture de la mosquée en 2016, Sherin Khankan et Saliha Marie Fetteh en étaient les deux premiers imams,. Fetteh a quitté la mosquée un an plus tard, à la suite d’un désaccord théologique. Elle s’identifiait à une vision plus conservatrice de l'islam.

## Modèles internationaux
La mosquée souligne qu’il existe déjà des femmes imams dans d'autres pays (Chine, Afrique du Sud, Canada, Allemagne et États-Unis). L'université al-Azhar située au Caire reconnaît le droit des femmes musulmanes à diriger la prière.

## Vie religieuse
La mosquée Mariam se décrit comme une mosquée inclusive. Les hommes peuvent y prier, mais la prière du vendredi est réservée aux femmes. 
La mosquée célèbre des mariages. Elle accepte les mariages mixtes, entre des femmes musulmanes et des hommes non musulmans,.
Elle promeut le dialogue entre les religions.
En 2016, la mosquée a ouvert une école de formation pour les femmes imams.

## Organisation
Le conseil d’administration de la mosquée est composé d'hommes et de femmes.
L'islamologue danois Saer El-Jaichi (da) en a été le vice-président.
En 2021, le conseil d’administration est constitué de Sherin Khankan, Aliah Ali, Amina Elmi, Hasib Nasiri, Stefanie Vester Kelani Klint et Jonas Mirza.

## Principes de fonctionnement
Le projet officiel de la mosquée est défini par neuf principes : 
1. Les femmes musulmanes ont le droit d’exercer la fonction d’imam.
2. Les femmes musulmanes ont le droit d’accéder au divorce islamique.
3. Les femmes musulmanes ont le droit d'épouser des non-musulmans.
4. La lecture du Coran en tenant compte de l'égalité des sexes.
5. La Lutte contre l'islamophobie et l'antisémitisme.
6. La Promotion du soufisme et d’un islam pluraliste.
7. La Remise en question de l’influence des structures patriarcales sur la lecture du Coran.
8. La Reconnaissance d’un islam pour couples homosexuels.
9. La lutte contre la circoncision féminine des chrétiens et des musulmans dans le monde.